# Odobești (Bákó megye)
Odobești település és községközpont Romániában, Moldvában, Bákó megyében.

## Fekvése
Bákótól északkeletre fekvő település.

## Története
Községközpont, 4 falu: Bălușa, Ciuturești, Odobești, Tisa-Silvestri tartozik hozzá.
A 2002-es népszámláláskor 2367 lakosa volt, melynek 94,91%-a román, és 91,03%-a görögkeleti ortodox volt.
A 2011 évi népszámlálási adatok szerint pedig 2397 lakosa volt.